# Kleingebiet Kiskunmajsa
Das Kleingebiet Kiskunmajsa (ungarisch Kiskunmajsai kistérség) war bis Ende 2012 eine Verwaltungseinheit (LAU 1) innerhalb des Komitats Bács-Kiskun in der Südlichen Großen Tiefebene. Im Zuge der Verwaltungsreform von 2013 ging es komplett in den nachfolgenden Kreis Kiskunmajsa (ungarisch Kiskunmajsai járás) über.
Das Kleingebiet hatte 19.206 Einwohner (Ende 2012) auf einer Fläche von 485,13 km² und umfasste 6 Gemeinden.
Der Verwaltungssitz ist in der einzigen Stadt Kiskunmajsa.

## Stadt
- Kiskunmajsa (11.498 Ew.)

## Gemeinden
| Csólyospálos | Jászszentlászló | Kömpöc |
| Móricgát     | Szank           |        |

Koordinaten: 46° 29′ N, 19° 43′ O